# Bernhard Knittel
Bernhard Knittel (* 1949) ist ein deutscher Rechtswissenschaftler.

## Lebenslauf
Knittel studierte Rechtswissenschaft und Betriebswirtschaftslehre an der LMU München (1967–1972). Nach Abschluss der ersten juristischen Staatsprüfung und dem Erlangen des Diplom-Kaufmann promovierte er 1974 zum Dr. jur. Nach Ablegen der zweiten juristischen Staatsprüfung nahm er die Tätigkeit als Rechtsanwalt in einer mittelgroßen auf Wirtschaftsrecht spezialisierten Anwaltskanzlei in München auf.
1976 trat Bernhard Knittel in den Dienst der bayerischen Justiz und nahm dort unterschiedliche Positionen ein. Hierzu zählten Tätigkeiten als Staatsanwalt und Richter verschiedener Instanzen. Innerhalb des Ministeriums war er unter anderem als Pressereferent tätig, wurde zur Beobachtung der Rechtspolitik an die Bayerische Landesvertretung in Bonn abgeordnet und leitete danach das Referat für Familien- und Erbrecht. Zuletzt war Knittel bis September 2011 Vorsitzender Richter im Oberlandesgericht München.

## Funktionen
- Presse- und Öffentlichkeitsarbeit des Bayerischen Staatsministeriums der Justiz (1982–1987)
- Lehrgang für Verwaltungsführung der Bayerischen Staatskanzlei (1987/1988)
- Leitender Ministerialrat im Bayerischen Staatsministerium der Justiz (1991–2002)
- Richter am Bayerischen Obersten Landesgericht (2002–2004)
- Vorsitzender Richter am Oberlandesgericht München (2005–2011)
- Honorarprofessor der TUM seit 2006

## Werke
- Betreuungsgesetz, Loseblattkommentar, Luchterhand-Verlag, 1992–2019
- Betreuungsrecht, Textsammlung, 4. Auflage, Bundesanzeiger-Verlag Köln 2005, ISBN 9783898174039
- Beurkundungen im Kindschaftsrecht. 7. Aufl., Köln 2013, ISBN 9783846200261
- Kindschaftsrecht, 2. Auflagen, Bundesanzeiger-Verlag Köln, 1999, ISBN 978-3-88784-885-9
- SGB IX – Rehabilitation und Teilhabe behinderter Menschen und Allgemeines Gleichbehandlungsgesetz – Kommentar. 11. Auflage 2018. Luchterhand Verlag, 2017, ISBN 978-3-472-09531-6.

| Personendaten    | Personendaten                                        |
| ---------------- | ---------------------------------------------------- |
| NAME             | Knittel, Bernhard                                    |
| KURZBESCHREIBUNG | deutscher Richter, Hochschullehrer und Fachbuchautor |
| GEBURTSDATUM     | 1949                                                 |